# Hockey Bassano 2017-2018
Questa voce raccoglie le informazioni riguardanti l'Hockey Bassano nelle competizioni ufficiali della stagione 2017-2018.

## Maglie e sponsor
| 1ª divisa | 2ª divisa |

## Organico

### Giocatori
| N° | Naz.                  | Ruolo | Sportivo         |  |  |  |
| -- | --------------------- | ----- | ---------------- |  |  |  |
|    | Italia (bandiera)     | P     | Mauro Del Monte  |  |  |  |
|    | Italia (bandiera)     | P     | Davide Merlo     |  |  |  |
|    | Italia (bandiera)     | D     | Nicolas Barbieri |  |  |  |
|    | Italia (bandiera)     | D     | Mattia Milani    |  |  |  |
|    | Italia (bandiera)     | D     | Michele Panizza  |  |  |  |
|    | Italia (bandiera)     | D     | Andrea Stuccato  |  |  |  |
|    | Italia (bandiera)     | A     | Mattia Baggio    |  |  |  |
|    | Italia (bandiera)     | A     | Elia Canesso     |  |  |  |
|    | Portogallo (bandiera) | A     | Diogo Neves      |  |  |  |
|    | Spagna (bandiera)     | A     | Marc Julia Soler |  |  |  |

### Staff
- Allenatore:  Massimo Barbieri